# Croix de la Valeur militaire

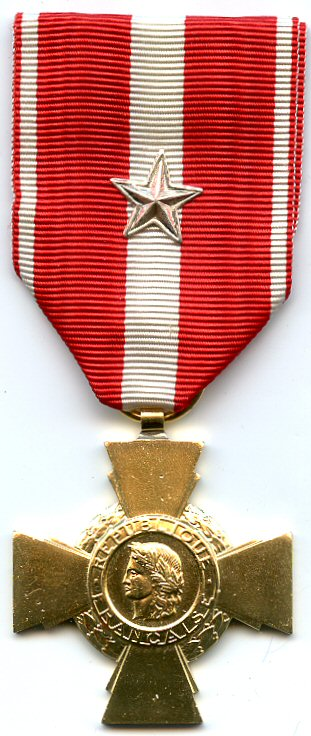
Croix de la Valeur militaire mit einem silbernen Stern für Nennung im Divisionsbericht

Bandschnalle

Das Croix de la Valeur militaire (deutsch Militärverdienstkreuz) ist eine französische Militärauszeichnung, die am 12. Oktober 1956 per Dekret gestiftet wurde. Sie ist zur Auszeichnung von Personen für Militärverdienste in Kriegsgebieten vorgesehen, die nicht für eine Verleihung des bereits seit dem Ersten Weltkrieg bestehenden Croix de guerre in Frage kommen.
Die Verleihung erfolgt durch den französischen Verteidigungsminister bzw. von ihm beauftragte Personen.

## Aussehen
Die Dekoration ist ein aus Bronze gefertigtes Kreuz unter dessen Kreuzarmen ein dichter Lorbeerkranz verläuft. Im aufgesetzten Medaillon ist das nach rechts gewendete Brustbild der Marianne zu sehen. Umlaufend REPUBLIQUE FRANCAISE (Französische Republik). Auf der Rückseite findet sich die vierzeilige Inschrift CROIX DE LA VALEUR MILITAIRE (Kreuz für Militärverdienst).

## Trageweise
Getragen wird die Auszeichnung an einem roten Band mit einem breiten weißen Mittel- und schmalen Seitenstreifen auf der linken Brustseite.

## Sonstiges
Genauso wie das Croix de Guerre kann das Croix de la Valeur militaire mit verschiedenen Bandauflagen verliehen werden. Mit einem „bronzenen Palmenzweig“ für ehrenvolle Nennung im Armeebericht, mit einem „goldenen Stern“ für Nennung im Bericht des Armeekorps, mit einem „silbernen Stern“ für Nennung in einem Divisionsbericht und mit einem bronzenen Stern für Nennung in einem Brigade- oder Regimentsbericht.